# Strauch (Großenhain)
Strauch ist ein Ortsteil der sächsischen Stadt Großenhain im Landkreis Meißen.

## Geschichte

Strauch (1910)

Familienwappen der Freiherren von Rochow

Mitteldorfstraße

### Deutung und Entwicklung des Ortsnamens
Der Ortsname bedeutet so viel wie Siedlung „am Strauch“ oder „... im Gesträuch“.
Im Laufe der Jahrhunderte gab es eine Reihe verschiedener Schreibweisen: 1403 „Struch“, 1406 „Strach“, 1456 „der Strauch“, 1496 „zum Strauche“ und 1500 „Strauch“.

### Ortsgeschichte
Strauch ist eine deutsche Siedlungsanlage und wurde als Angerdorf angelegt. Der Ort wurde als „Struch“ 1403 erstmals urkundlich erwähnt. Das markgräfliche Lehn gehörte zum Amt Großenhain. Der auf Elsterwerda sitzende Hans von Köckritz entrichtete 1406 Abgaben auf 21 Hufen. Strauch gehörte zu dieser Zeit zur Herrschaft Elsterwerda und hatte mit dem sogenannten „Straucher Schraden“ Anteile am Schradenwald. Die Köckritze waren bis 1699 in Strauch ansässig.
Bereits um 1500 soll es in Strauch ein Festes Haus gegeben haben, welches Georg von Köckritz aus Feldsteinen errichten ließ. 1699 wurde der Generaladjutant Hans Adam von Seyffertitz mit Strauch belehnt. Er ließ neben dem festen Haus ein neues Herrenhaus erbauen. Der Obristleutnant Heinrich Gottlob von Bibra kaufte den Ort 1749 für 43.200 Taler, verkaufte ihn jedoch bereits 1755 an Johann Friedrich von Erdmannsdorff.
Ein weiterer Verkauf erfolgte 1792 und Strauch kam für 28.400 Taler in den Besitz der Familie von Rochow. Der Amtshauptmann Carl Friedrich von Rochow wurde der neue Grundherr. Dieser besaß auch das Gut Nedaschütz bei Bautzen und ein Stadthaus in Pirna. Der Kammerherr Bernhard von Rochow, Enkel ves Vorgenannten, übernahm 1834 für 35.050 Taler das Rittergut, welches zu dieser Zeit eine Größe von etwa 622 Hektar hatte. Er ließ kurze Zeit später das Straucher Schloss umfassend verändern. Hinter dem Schloss wurde eine Treppe mit einem schlichten Winkeldach angebaut. Außerdem ließ Rochow den Schlosspark in Strauch erweitern. An der Gutseinfahrt ließ er 1835 ein hohes Torhaus mit zwei Ställen errichten. Am 25. Juli 1837 heiratete Bernhard von Rochow in Dresden Cölestine von Zeschau (1818–1877) aus Dresden. Zum Rittergut in Strauch gehörten nun außerdem die beiden Vorwerke „Carlsborn“ bei Merzdorf und „Schönau“ im Schraden bei Hirschfeld. Die Schafzucht seines Großvaters aufgebend, ließ Rochow ab 1853 auf einem Großteil der Straucher Gemarkung umfangreiche Kiefernanpflanzungen vornehmen.
1889 starb Bernhard von Rochow im Alter von 81 Jahren. Das Rittergut mit seinen Ländereien erbt Rochows ältester Sohn Heinrich Bernhard Theodor Freiherr von Rochow. Als dieser schon 1895 stirbt, wird das Gut zunächst verpachtet und schließlich 1909 von Wichard Freiherr von Rochow (1884–1957) übernommen. 1910 umfasste sein Gutsbesitz gesamt 632 ha. Er ließ noch einmal umfangreiche Umbauarbeiten am Schloss vornehmen. 1925 sind noch 576 ha Gutsfläche. Der von Rochowsche Besitz hatte hier den Status eines Familienfideikommiss und wurde Allodialgut.
Im Rahmen der Bodenreform wurde ab 1945 der Rittergutsbesitz an Bauern, Umsiedler und Landarbeiter verteilt. Die Nachfahren der Rochows leben in Süddeutschland und in der Schweiz. Das Straucher Schloss wurde 1949 abgerissen. Das Torhaus mit seinem schiefergedeckten Turm wurde 1953 noch einmal erneuert, 1973 aber schließlich abgerissen.
Am 19. August 1958 erfolgte die Gründung einer LPG mit zunächst vier Bauern und 1960 der Bau eines Kindergartens am Standort des einstigen Straucher Schlosses. Zwei Jahre später wurde im Ort eine zentrale Wasserversorgung gebaut.
Nachdem Strauch am 1. März 1994 zunächst in die Gemeinde Zabeltitz eingemeindet wurde, erfolgte am 1. Januar 2010 die Eingemeindung nach Großenhain.

### Heidehöhe

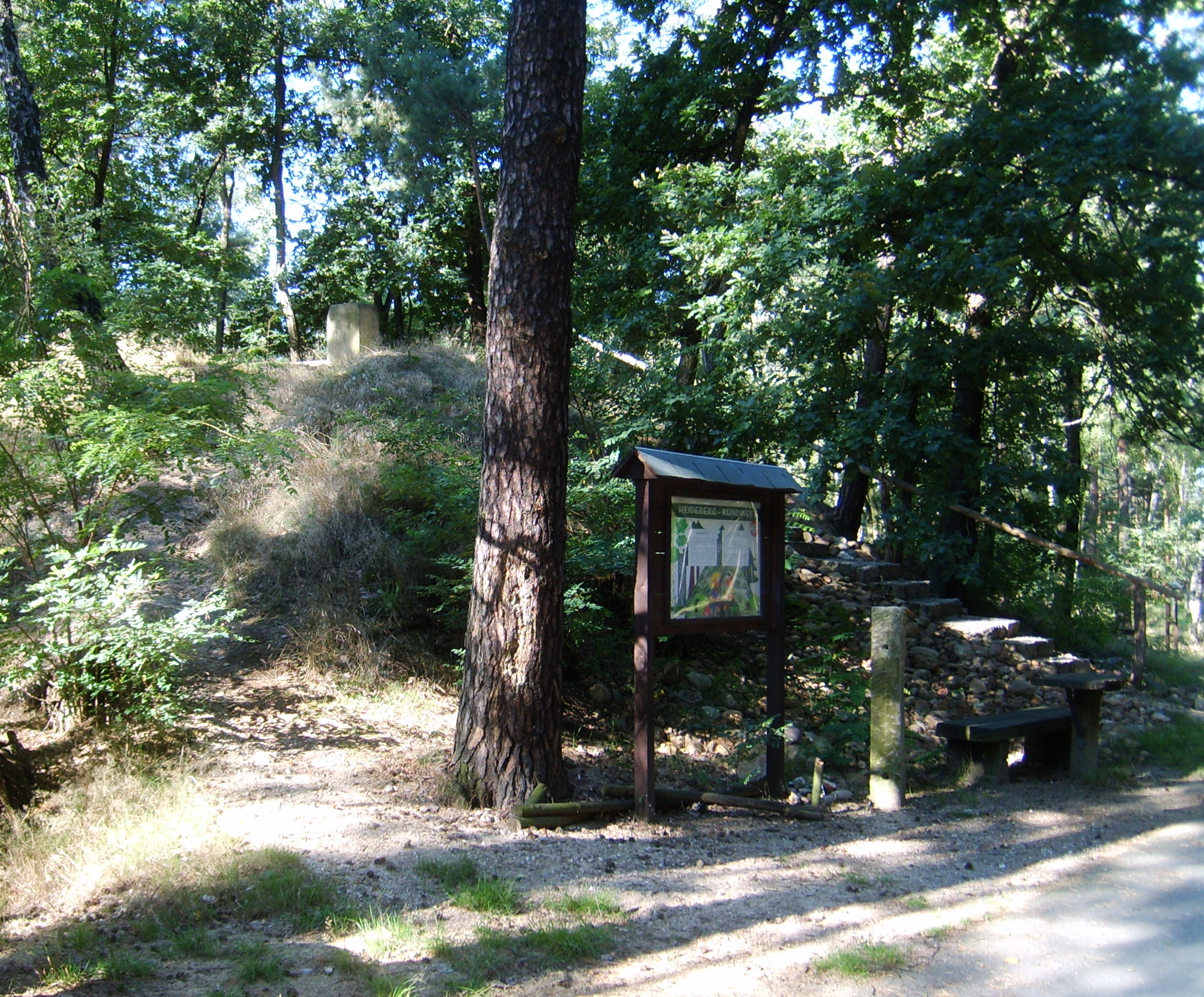
Der geodätische Punkt auf der Heidehöhe. Im Vordergrund ist der höchste topografische Punkt Brandenburgs mit einer Stele gekennzeichnet.

Aussichtsturm auf dem Heideberg / Straucher Berg

Nördlich des Dorfes befindet sich auf der Grenze zum Bundesland Brandenburg die 201,40 m hohe Heidehöhe (auch Heideberg), welche als höchste topografische Erhebung Brandenburgs gilt. In unmittelbarer Nachbarschaft dieses Punktes ist ein künstlich aufgeschütteter 5 m hoher Hügel mit einem geodätischen Punkt zu sehen, der sich bereits auf sächsischer Seite befindet und eine Höhe von 206,1 m erreicht. Er diente zur Erstellung eines trigonometrischen Netzes der Königlich-Sächsische Triangulation, welche von 1862 bis 1890 auf dem Staatsgebiet des Königreiches Sachsen durchgeführt wurde und als Lebenswerk des sächsischen Professors Christian August Nagel gilt.
1852 ließ der Straucher Rittergutsbesitzer Bernhard von Rochow hier einen Turm errichten, der 800 Taler kostete, aber bereits 1862 durch Blitzschlag zerstört wurde. Kurze Zeit später ließ Rochow einen neuen etwas niedrigeren massiveren Turm errichten, der auch Bernhardturm genannt wurde und ab den 1930er Jahren einen hölzernen Aufsatz besaß. Dieser Turm wurde in den letzten Kriegstagen 1945 zerstört und so sind in der Gegenwart am einstigen Standort nur noch einige Reste des Fundaments zu finden.
Am 15. August 2009 wurde in unmittelbarer Nähe ein neuer 30 Meter hoher Aussichtsturm eingeweiht, der sich bereits auf dem Gemeindegebiet des zum Landkreis Elbe-Elster gehörenden Gröden befindet und eine Fernsicht bis weit ins Sächsische sowie dem nördlich gelegenen Schradengebiet ermöglicht.

### Bevölkerung
| 1552 | 16 besessene(r) Mann, 24 Inwohner                       |
| 1764 | 14 besessene(r) Mann, 5 Häusler, 5 Hufen je 24 Scheffel |
| 1834 | 210                                                     |
| 1871 | 244                                                     |
| 1890 | 265                                                     |
| 1910 | 330                                                     |
| 1925 | 337                                                     |
| 1939 | 370                                                     |
| 1946 | 488                                                     |
| 1950 | 453                                                     |
| 1964 | 377                                                     |
| 1990 | 320                                                     |

## Kultur und Sehenswürdigkeiten

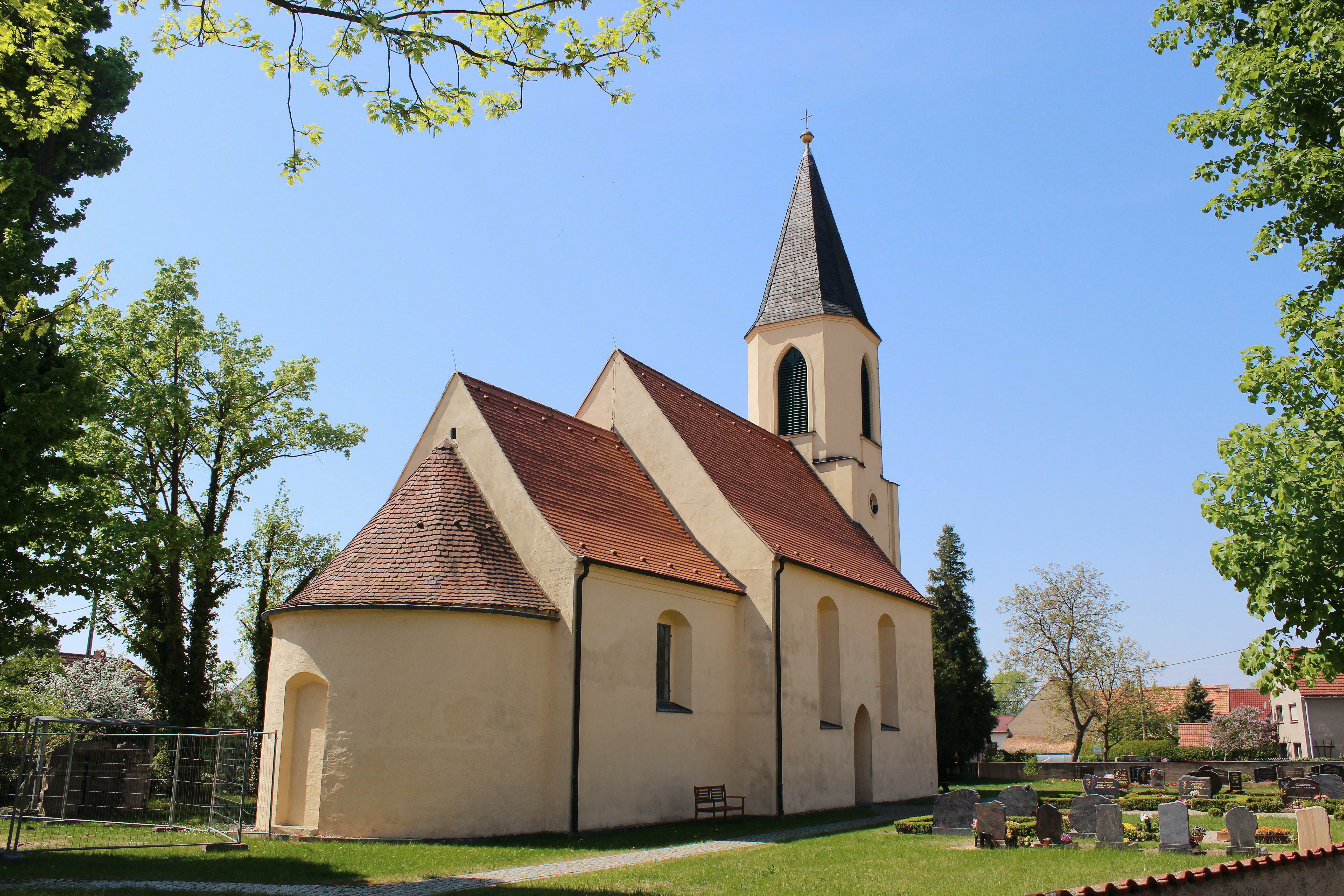
Dorfkirche

- Dorfkirche

Die ältere Geschichte der Straucher Dorfkirche, welche erst 1864 einen Glockenturm bekam, ist nicht bekannt. Ursprünglich gehörte die Kirche zum Kirchspiel Frauenhain. Ab 1575 wurde sie eine Filialkirche von Hirschfeld und schließlich 1594 selbstständig. Umfangreiche Erneuerungsarbeiten an der Kirche fanden 1915 statt. Seit 1931 ist das Straucher Gotteshaus eine Filialkirche von Skäßchen. Die Kirche wurde von 1997 bis 2000 renoviert. Sie wird seit Ende 1998 wieder für kirchliche Anlässe und Veranstaltungen genutzt.
Die Straucher Kirche besteht aus drei Teilen: dem Karner, dem Altarraum und einem 1763 erbauten mit hohen Spitzbogenfenstern versehenen Kirchenschiff. Der Altar der Kirche, vor dem sich im Boden eine kleine Gruft befindet, stammt aus dem 16. Jahrhundert.
- Backhaus

In Strauch befindet sich ein im Siebenjährigen Krieg erbautes Backhaus, welches unter Denkmalschutz steht. Ursprünglich wurden in Strauch damals zwei Backhäuser errichtet, um hier Brot für die preußische Armee zu backen, welche Teile Sachsens zu jener Zeit besetzt hielt. Das erhalten gebliebene Backhaus wurde in den 1980er Jahren restauriert und wird noch heute bei verschiedenen Anlässen genutzt.
- Steinbank

Nordwestlich des Dorfes befindet sich im Waldgebiet der angrenzenden Schradenberge eine Steinbank, welche dort im ausgehenden neunzehnten Jahrhundert aufgestellt wurde. Ursprünglich konnte man zu jener Zeit von hier aus zum Dorf blicken. Durch den inzwischen aufgewachsenen Wald ist das allerdings nicht mehr möglich. Außerdem befand sich an der Bank einst das Wappen der Familie „von Rochow“.
- Brunnenhaus (unter Denkmalschutz)

- Tabakschuppen

Am Nordrand der Gemeinde stehen in der Ringstraße drei moderne Tabakschuppen, die ab den 1960er Jahren errichtet wurden. Zuvor wurde der Tabak in Strauch in den Scheunen getrocknet. Zwischen den Stahlbetonständern befinden sich an den Seitenwänden große Klappen, die mithilfe einer Seilkonstruktion gemeinsam geöffnet oder geschlossen werden konnten. An der Nordseite waren links und rechts des Tores Ventilatoren angebracht, die eine künstliche Belüftung ermöglichten. Die beiden östlichen Schuppen besitzen einen kleinen Anbau, in dem die Tabakblätter von den Frauen für die Aufhängung vorbereitet wurden.

## Verkehr
Die Bundesstraße 101 führt an Strauch vorbei. Zwei Buslinien verbinden Strauch unter anderem mit Gröditz, Zabeltitz und Großenhain.

## Persönlichkeiten
- Friedrich von Erdmannsdorff (1772–1827), preußischer Verwaltungsjurist und Regierungspräsident in Liegnitz (1823–1827)
- Heinrich Ludwig von Erdmannsdorf (1776–1853), Forstbeamter und Politiker
- Franz Eduard Christoph Dietrich (1810–1883), deutscher Orientalist und protestantischer Theologe.
- William Hering (1812–1897), evangelischer Pfarrer und Politiker, wirkte von 1839 bis 1843 in Strauch.